# Terminal Cidade Tiradentes
O Terminal Cidade Tiradentes é um terminal de ônibus urbano localizado no distrito de Cidade Tiradentes, extremo leste da capital paulista. 
Foi inaugurado em 11 de novembro de 1996 pelo então prefeito Paulo Maluf, sendo um dos primeiros terminais entregues à população pela SPTrans após sua criação em 1995. Atualmente, o terminal atende cerca de 30 mil passageiros diariamente, integrando linhas locais com outras que se dirigem a diversas regiões da zona leste e ao centro da capital.

## História
A concepção do terminal remonta à década de 1970, período em que o bairro Cidade Tiradentes começou a se desenvolver. A região, como é conhecida atualmente, teve origem em lotes da antiga Fazenda Santa Etelvina, adquiridos pelo poder público para a implantação de um grande conjunto habitacional. Essa iniciativa impulsionou o crescimento da área, resultando na expansão das zonas residenciais e no aumento expressivo da população local — que passou de 8.600 habitantes em 1980 para aproximadamente 96 mil em 1991. 
Diante desse crescimento acelerado, surgiram os primeiros serviços de transporte coletivo de passageiros, ainda que em condições precárias. Com a municipalização do transporte coletivo por ônibus em 1991, foram implantadas linhas regulamentadas e gratuitas, operadas pela antiga Companhia Municipal de Transportes Coletivos (CMTC), durante a gestão da prefeita Luiza Erundina, ampliando o acesso ao transporte na região. Essas linhas gratuitas circulavam pelo bairro e tinham como ponto inicial uma praça descampada que era próxima a Avenida dos Metalúrgicos.
Na administração seguinte, sob o comando do prefeito Paulo Maluf, teve início o processo de privatização gradual da CMTC, que resultou na reestruturação e redução das atividades da empresa estatal, bem como na criação de novos terminais de ônibus. Essa iniciativa culminou na extinção da CMTC e na fundação da atual São Paulo Transporte S/A (SPTrans). Em razão do contínuo crescimento populacional da Cidade Tiradentes — que, em meados da década de 1990, já contava com cerca de 200 mil habitantes —, foi projetado um terminal para atender à região. Sob o custo estimado em 4,7 milhões de reais na época, o terminal foi construído no lugar da supracitada praça, sendo entregue no final de 1996.
Originalmente, o local estava previsto para se conectar com o Expresso Tiradentes. Contudo, o plano foi substituído pela extensão da Linha 15–Prata do monotrilho, onde está previsto a integração do terminal com uma futura estação homônima que integrará os sub-sistemas.

## Galeria

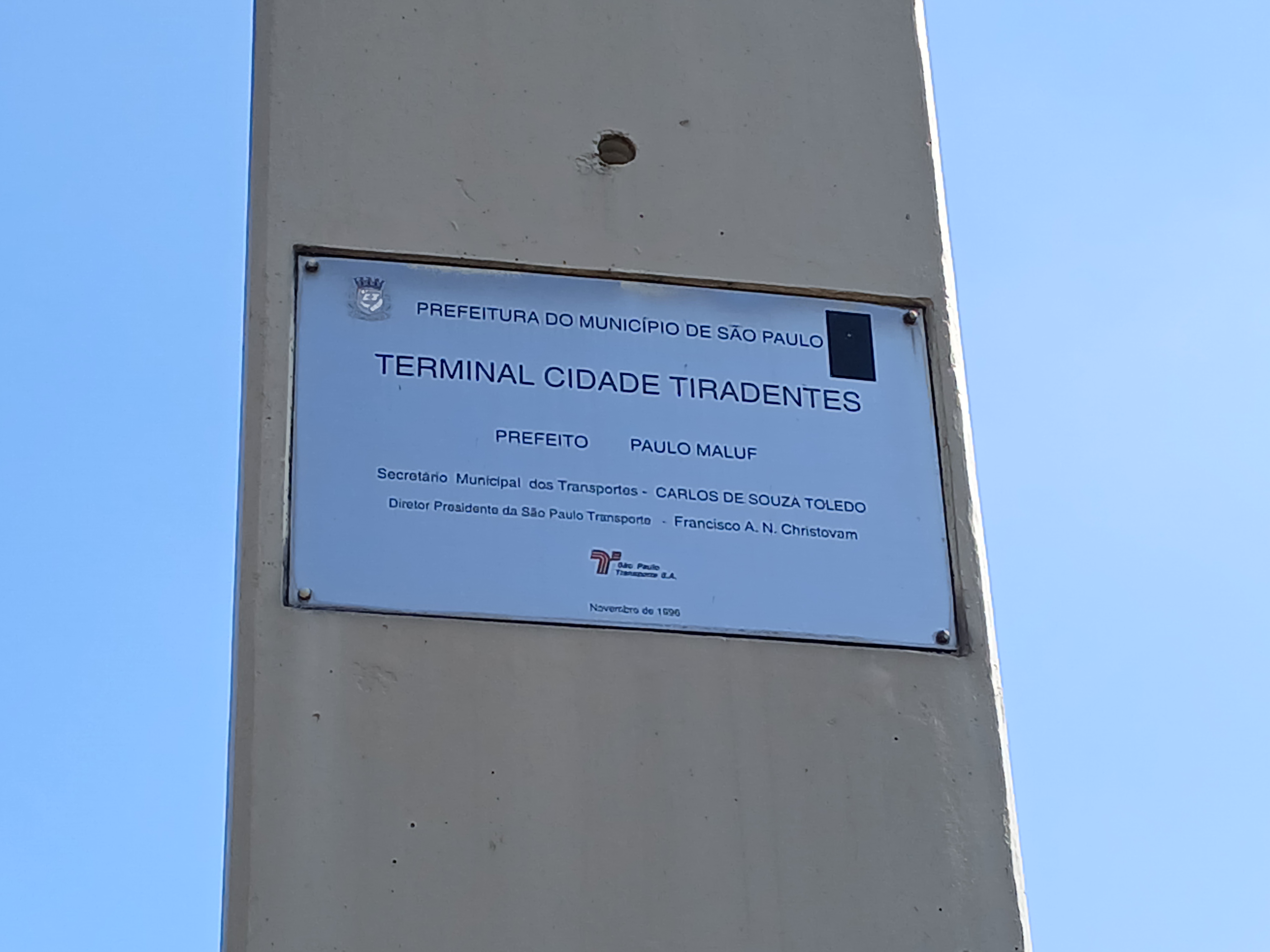
Placa de inauguração original do terminal localizada num totem próximo a saída de ônibus para a Rua Sara Kubitscheck.